# Relais féminin de patinage de vitesse sur piste courte aux Jeux olympiques de 2022
Navigation
Pyeongchang 2018 Milan-Cortina 2026
Le relais féminin sur 3 000 mètres de patinage de vitesse sur piste courte aux Jeux olympiques de 2022 a lieu les 9 février 2022 et 13 février 2022 au Palais omnisports de la capitale de Pékin.

## Médaillées
| Or                                                                                           | Argent                                                                      | Bronze                                                            |
| Pays-Bas Suzanne Schulting Selma Poutsma Xandra Velzeboer Yara van Kerkhof (Rianne de Vries) | Corée du Sud Choi Min-jeong Seo Whi-min Kim Alang Lee Yu-bin (Park Ji-yoon) | Chine Qu Chunyu Zhang Chutong Fan Kexin Zhang Yuting (Han Yutong) |

## Résultats

### Demi-finales
| Rang | Poule | Pays         | Patineuses        | Temps                  | Notes |
| ---- | ----- | ------------ | ----------------- | ---------------------- | ----- |
| 1    | 1     | Pays-Bas     | Suzanne Schulting | 4 min 04 s 133         | QA    |
| 2    | 1     | Chine        |                   | 4 min 04 s 383         | QA    |
| 3    | 1     | Pologne      |                   | 4 min 10 s 074         | QB    |
| 4    | 1     | Italie       |                   | 4 min 17 s 438 (chute) | QB    |
| 1    | 2     | Canada       |                   | 4 min 05 s 893         | QA    |
| 2    | 2     | Corée du Sud |                   | 4 min 05 s 904         | QA    |
| 3    | 2     | ROC          |                   | 4 min 06 s 064         | QB    |
| 4    | 2     | États-Unis   |                   | 4 min 06 s 098         | QB    |

### Finale B
| Rang | Pays       | Patineuses | Temps          | Notes                                          |
| ---- | ---------- | ---------- | -------------- | ---------------------------------------------- |
| 1    | Italie     |            | 4 min 09 s 688 |                                                |
| 2    | Pologne    |            | 4 min 10 s 210 |                                                |
| PEN  | États-Unis |            |                | PEN Changement de ligne                        |
| PEN  | ROC        |            |                | PEN Relais illégal (dans les 2 derniers tours) |

### Finale A
| Rang | Pays         | Patineuses                                                                          | Temps          | Notes |
| ---- | ------------ | ----------------------------------------------------------------------------------- | -------------- | ----- |
| 1    | Pays-Bas     | Suzanne Schulting Selma Poutsma Xandra Velzeboer Yara van Kerkhof (Rianne de Vries) | 4 min 03 s 409 | OR    |
| 2    | Corée du Sud | Choi Min-jeong Seo Whi-min Kim Alang Lee Yu-bin (Park Ji-yoon)                      | 4 min 03 s 627 |       |
| 3    | Chine        | Qu Chunyu Zhang Chutong Fan Kexin Zhang Yuting (Han Yutong)                         | 4 min 03 s 863 |       |
| 4    | Canada       | Courtney Sarault Florence Brunelle Kim Boutin Alyson Charles (Danaé Blais)          | 4 min 04 s 329 |       |